# Губкин, Анатолий Алексеевич
Анатолий Алексеевич Губкин (род. 5 января 1953, Муромцево, Омская область) — российский политический деятель, депутат Государственной Думы ФС РФ четвёртого (2003—2007) и пятого созыва (2007—2011).

## Биография
В 1976 году окончил Омский политехнический институт; в 1988 году — Высшую партийную школу (г. Новосибирск); аспирантуру Центрального экономико-математического института РАН.

### Депутат госдумы
В 2003 и 2007 гг. избирался в Государственную Думу, являлся заместителем председателя комитета по кредитным организациям и финансовым рынкам, членом Комитета по промышленности, строительству и наукоемким технологиям, членом Комиссии Государственной Думы по рассмотрению расходов федерального бюджета, направленных на обеспечение обороны и государственной безопасности РФ.